# Eukiefferiella sellata
Eukiefferiella sellata är en tvåvingeart som beskrevs av Pankratova 1950. Eukiefferiella sellata ingår i släktet Eukiefferiella och familjen fjädermyggor. Inga underarter finns listade i Catalogue of Life.